# تيڭزمرت
تيڭزمرت هي قرية ريفية في إقليم طاطا ضمن جهة سوس ماسة بالمغرب. كان مجموع عدد سكان البلدية تيڭزمرت 4.110 نسمة يعيشون في 753 أسرة.(تعداد السكان الرسمي 2004)